# Микаса-но-мия Такахито
Такахито, принц Микаса (яп. 三笠宮崇仁親王, 2 декабря 1915, Токио, Япония — 27 октября 2016, там же) — член императорского дома Японии, младший (четвёртый) сын императора Тайсё и императрицы Тэймэй.
Брат императора Хирохито, дядя императора Акихито.

## Биография
Родился 2 декабря 1915 года в семье императора Тайсё и императрицы Тэймэй.
Во время Второй мировой войны служил в японской кавалерии. После Второй мировой войны покинул военную карьеру и стал учёным в области семитских языков.
Являлся пятым в линии наследования японского престола. Имел Орден Хризантемы и ряд иностранных наград.
Был женат, имел 5 детей (3 сына и 2 дочери), трое из которых умерли до смерти самого принца, также имел 9 внуков и 4 правнуков.
Умер 27 октября 2016 года на 101-м году жизни.

### Награды
- орден Хризантемы[7]
- медаль «В память Восшествия на Престол Императора Сева»[8]
- медаль «В честь 2600 летия Японской империи»[9]
- Кавалер Большого креста Ордена «За заслуги перед Итальянской Республикой»[10]
- Кавалер Ордена Слона[11]
- другие награды